# 玻利维亚蚁鵙
玻利维亚蚁鵙（学名：Thamnophilus sticturus）是蚁鵙科蚁鵙属的一种，发现于玻利维亚北部（贝尼省和圣克鲁斯省）、巴西（马托格罗索州和南马托格罗索州）以及巴拉圭北部（上巴拉圭省）。玻利维亚蚁鵙曾是大物种蓝灰蚁鵙（T. punctatus）的亚种，但后来被从后者中分出，这一学名现单指现在的蓝灰蚁鵙。
玻利维亚蚁鵙的栖息地为低海拔的森林和疏林，特别是植物生长较为繁密的地区。